# Frente do Sul (Síria)
A Frente do Sul (em árabe: الجبهة الجنوبية) foi uma coligação de grupos rebeldes ligados à Oposição Síria, formada a 13 de fevereiro de 2014 no sul da Síria.
De acordo com o grupo e de diversos analistas, o grupo foi financiado, treinado e armado pelos Estados Unidos, através de um centro militar na Jordânia.
Com o objectivo de unificar diversos grupos rebeldes no sul da Síria, a frente tem tido algum sucesso, chegando, em 2015, a controlar mais de 70% da região de Daraa, embora, outros grupos rebeldes critiquem a frente por não estar, verdadeiramente, empenhada em combater o Exército Árabe Sírio.
A frente é descrita como a mais bem organizada dos grupos rebeldes mais moderados, sendo composto por grupos laicos até grupos moderados religiosos, rejeitando o extremismo islâmico.